# Pierre-François Brice
Pour les articles homonymes, voir Brice.
Pierre-François Brice, baptisé le 26 novembre 1714 à Saint-Venant, France, mort le 13 mai 1794 à Bruxelles, Belgique, est un peintre.

## Biographie
Pierre-François Brice vient s'établir à Bruxelles, alors capitale des Pays-Bas autrichiens, vers 1735, pour s'y consacrer à la peinture. Il est reçu en cette ville maître dans la Corporation des Peintres durant l'exercice 1743-1744.
Il devient peintre décorateur à la Cour de Charles de Lorraine et peint divers décors pour son palais de Bruxelles, tels ces "paysages chinois" mentionnés dans les archives et relevés dans l'étude que l'historien d'art Paul De Zuttere consacre à la famille des peintres Brice.
Pierre-François Brice est le père du peintre et graveur Antoine Brice (1752-1817) et le grand-père d'Ignace Brice (1795-1866), le "David" bruxellois.